# Witzelroda
Witzelroda ist ein Ortsteil der Kreisstadt Bad Salzungen im Wartburgkreis in Thüringen. Bis 1950 war der westliche Ortsteil Neuendorf eine selbständige Gemeinde. Witzelroda beging im Jahr 2008 das Ortsjubiläum der 850-Jahr-Feier. In Witzelroda mit der zugehörigen Ortschaft Neuendorf wohnen zurzeit 539 Einwohner (Stand 7. Januar 2020).

## Geografie

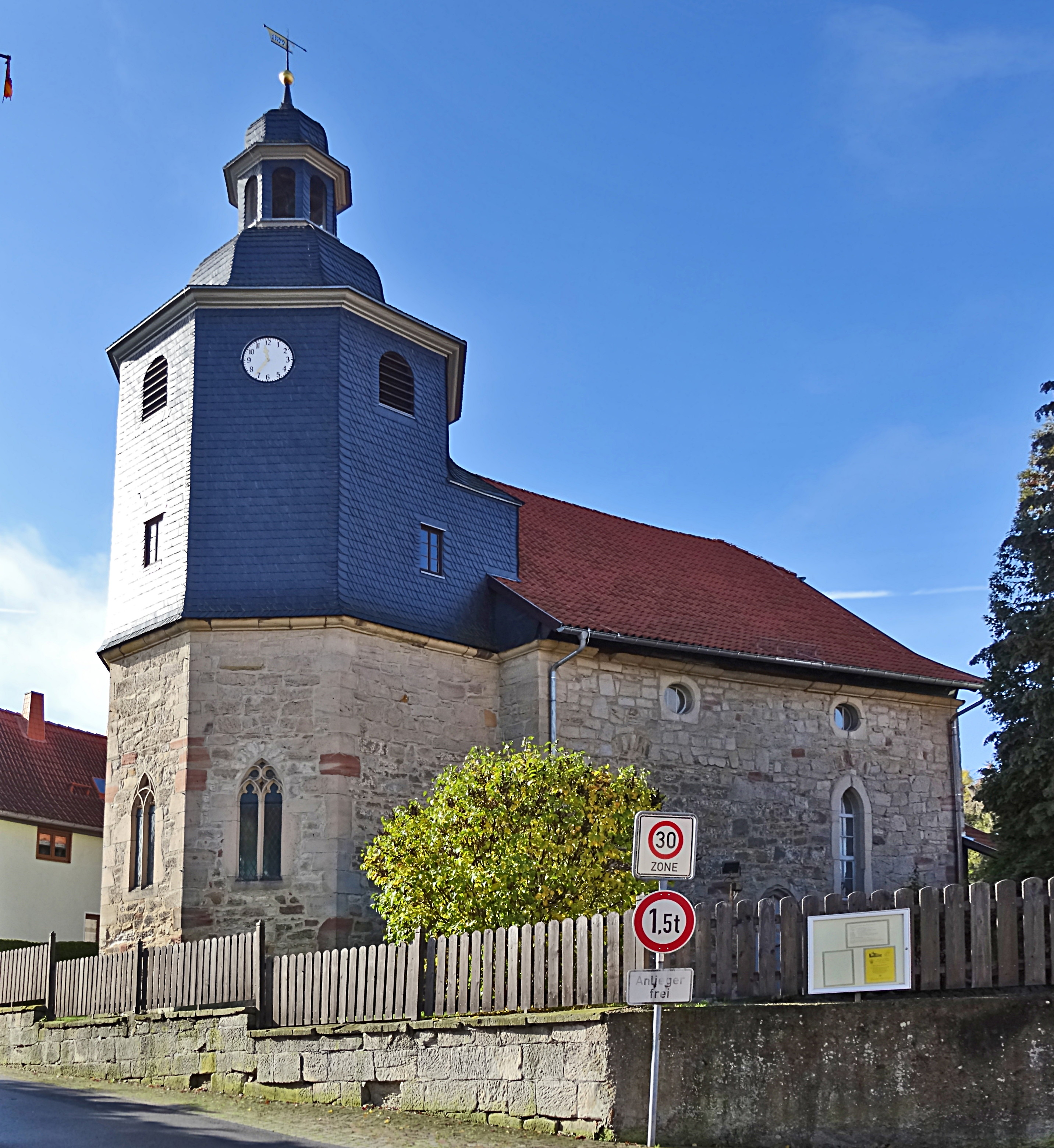
Die Kirche

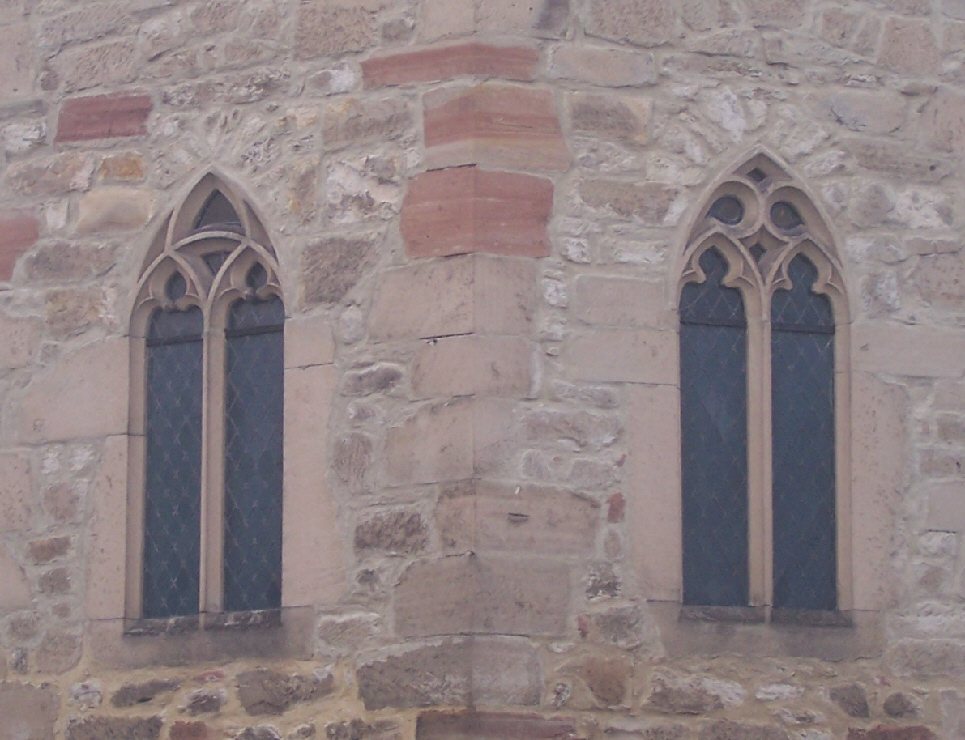
Details an der Dorfkirche

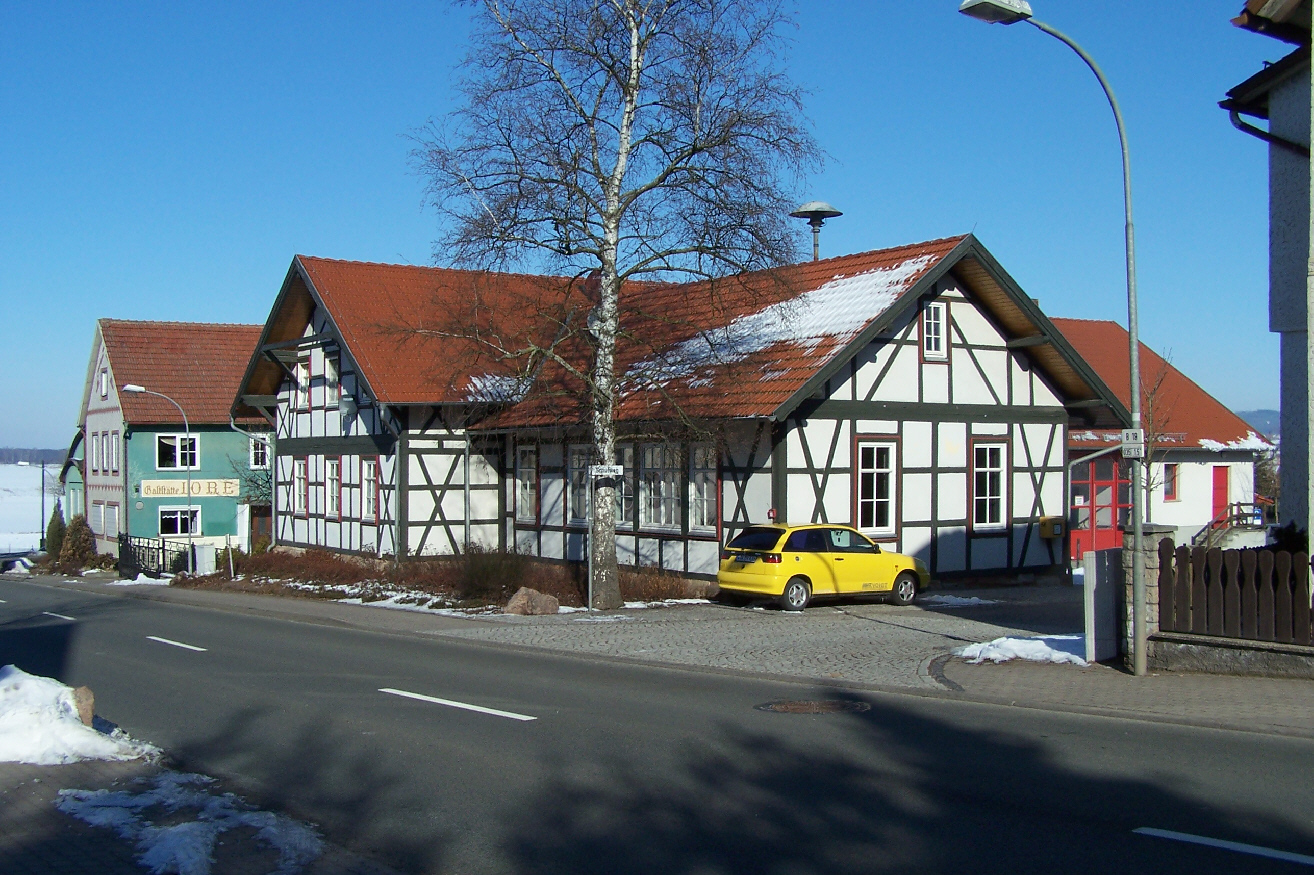
Witzelroda, Ortsbild

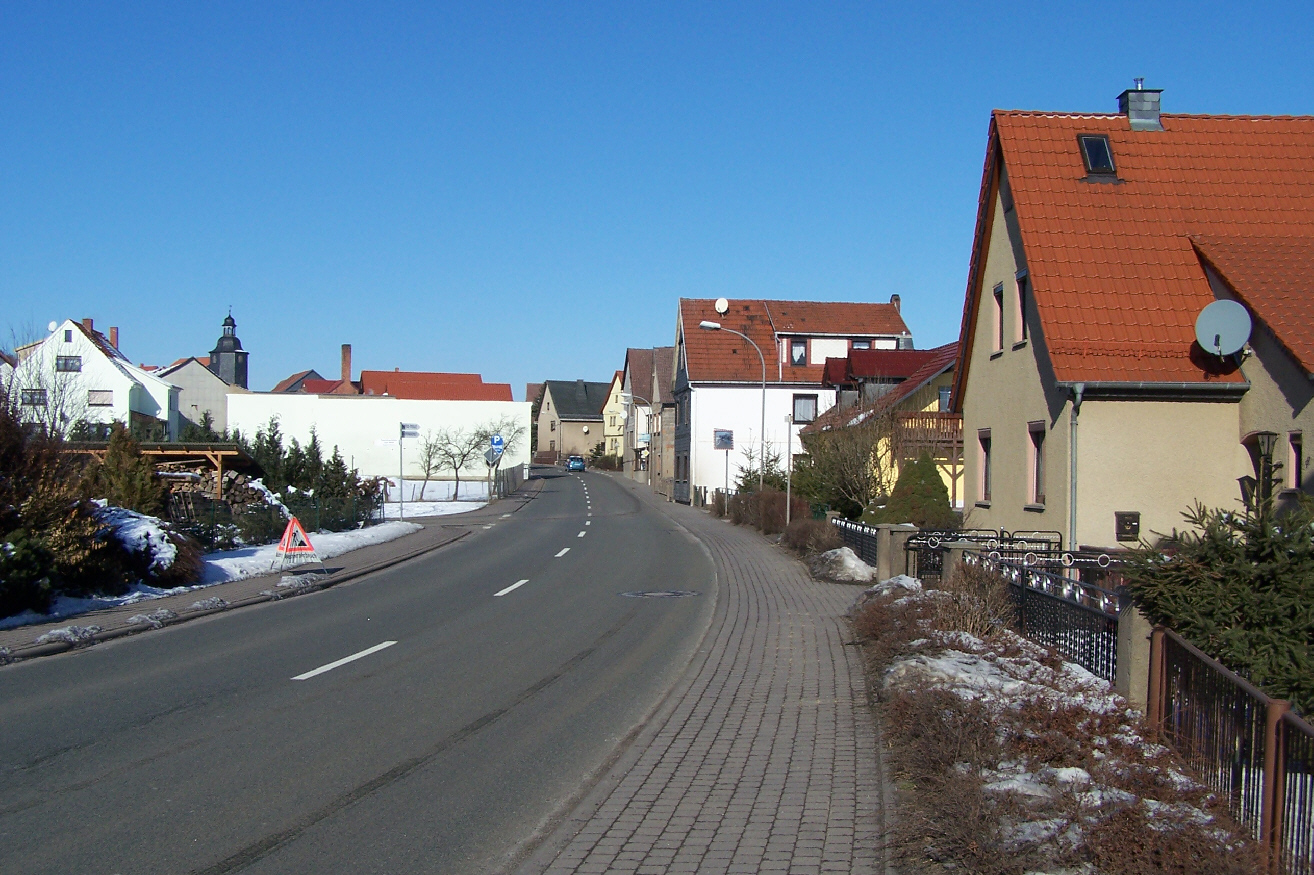
Meininger Straße

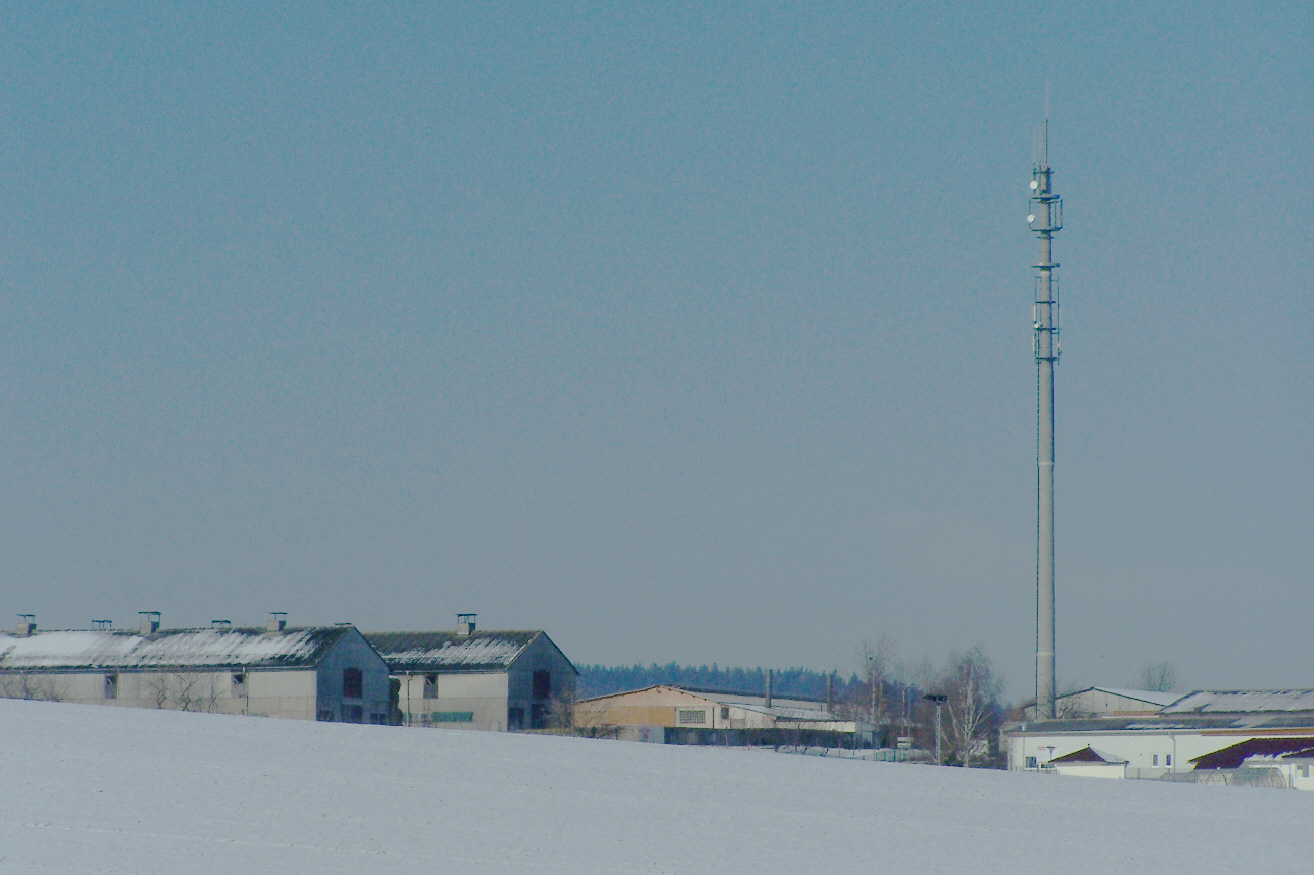
Landmarke Sendemast

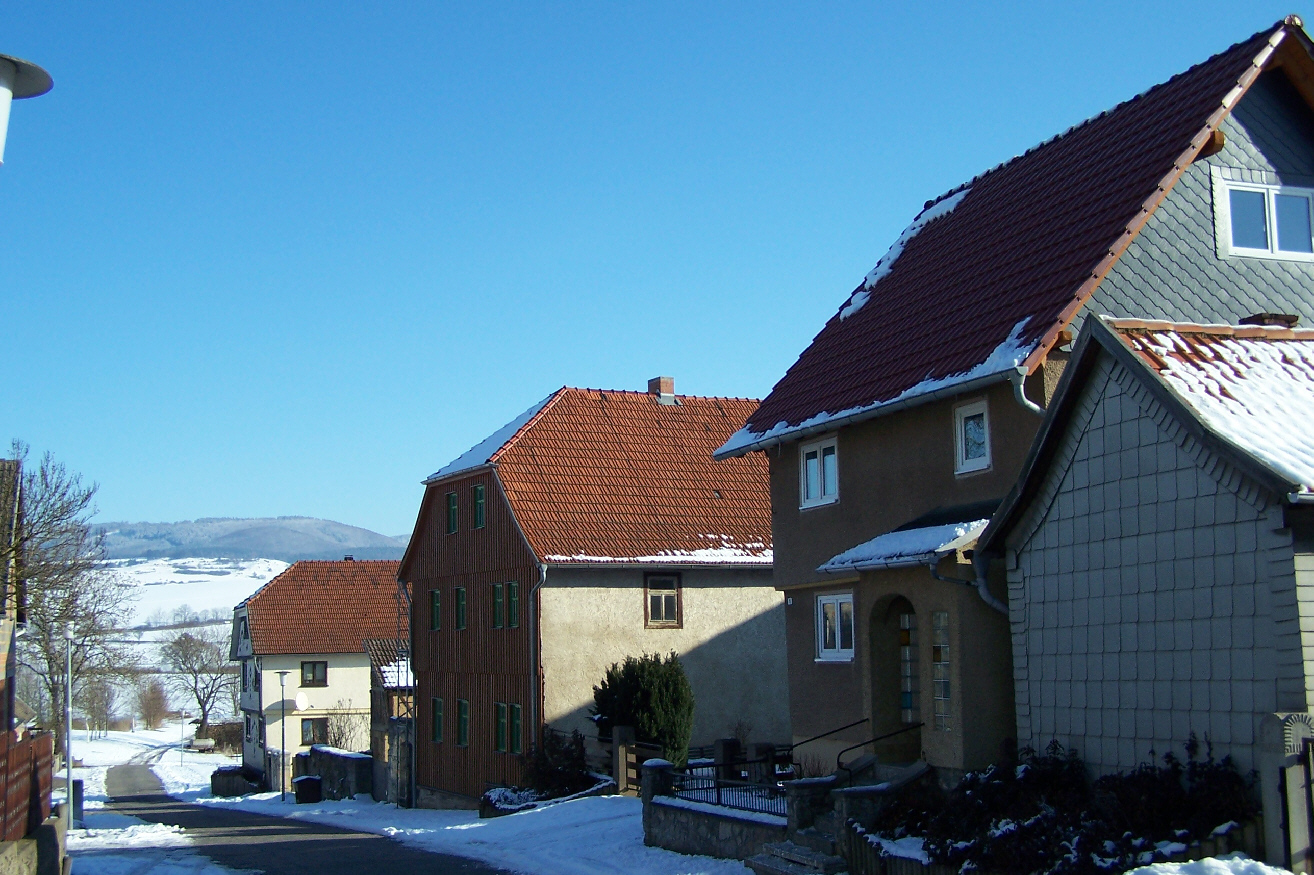
In der Pfarrgasse

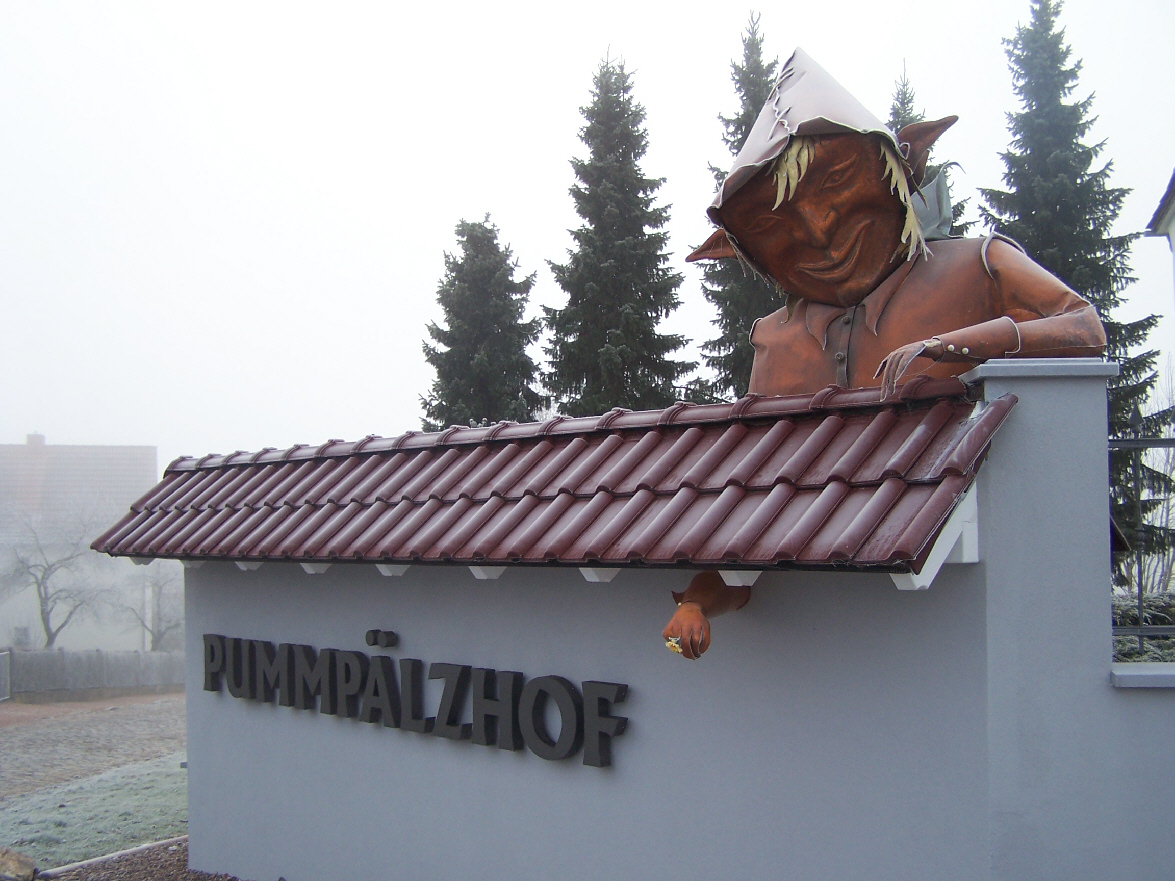
Am Hotel Pumpälzhof

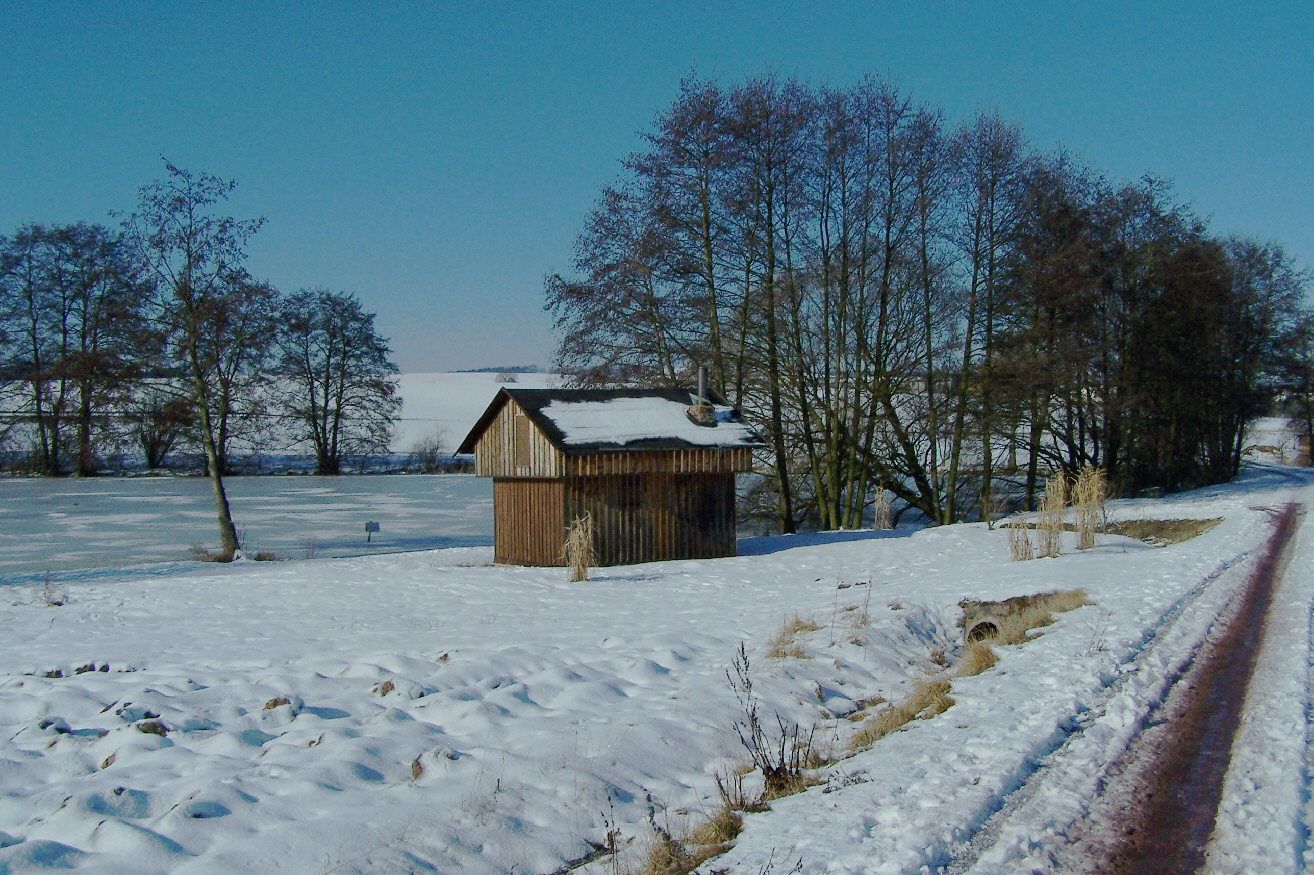
Am vereisten Michaelsteich

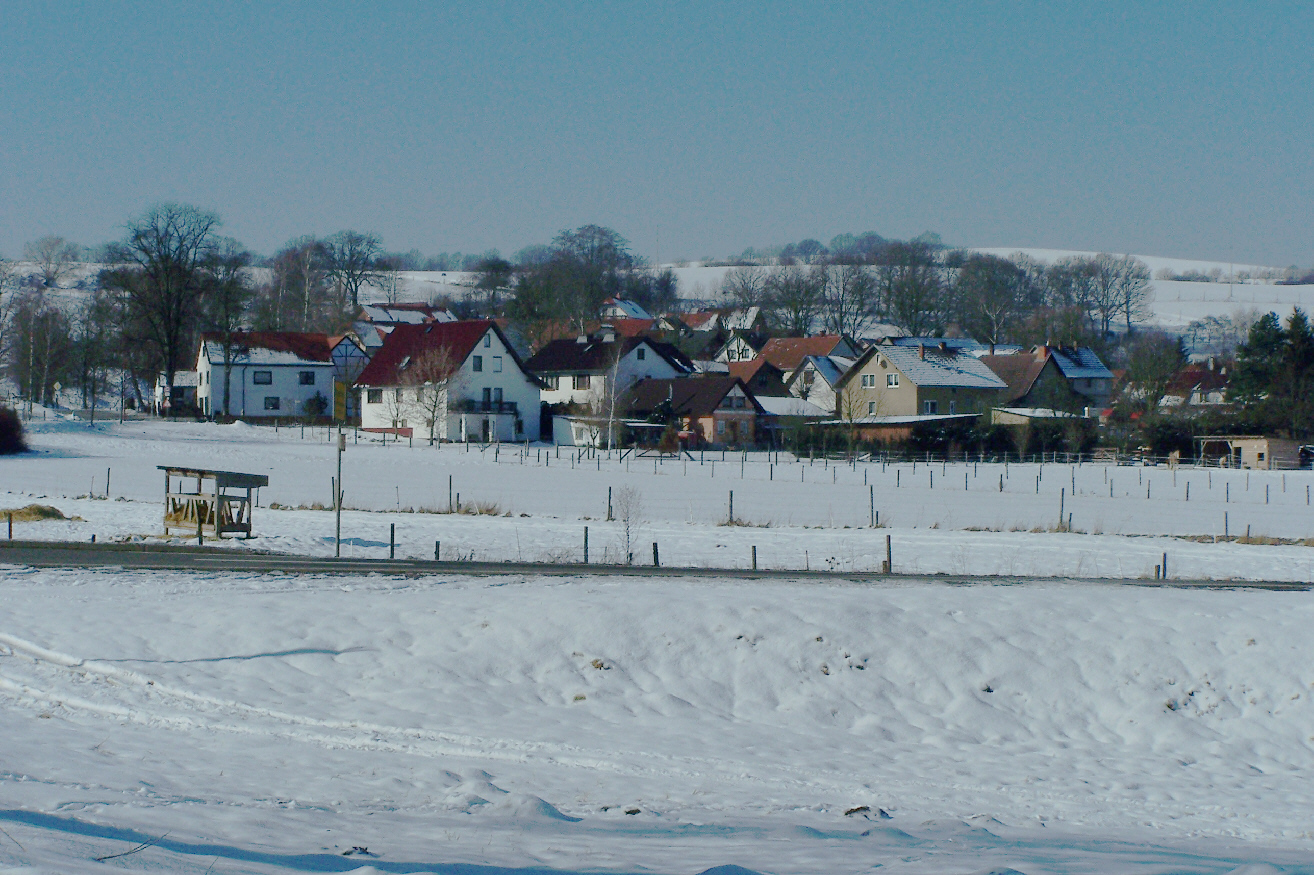
Ortsteil Neuendorf

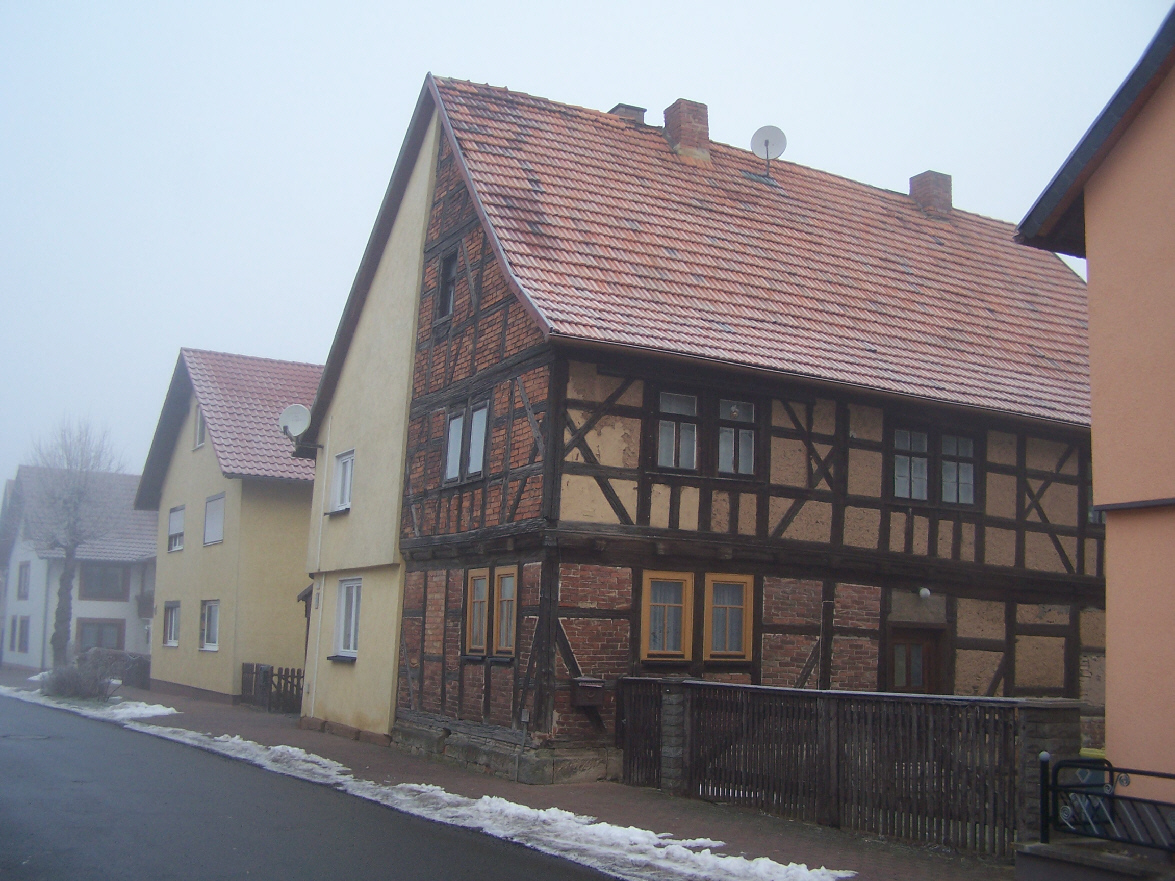
Neuendorf, Ortsbild

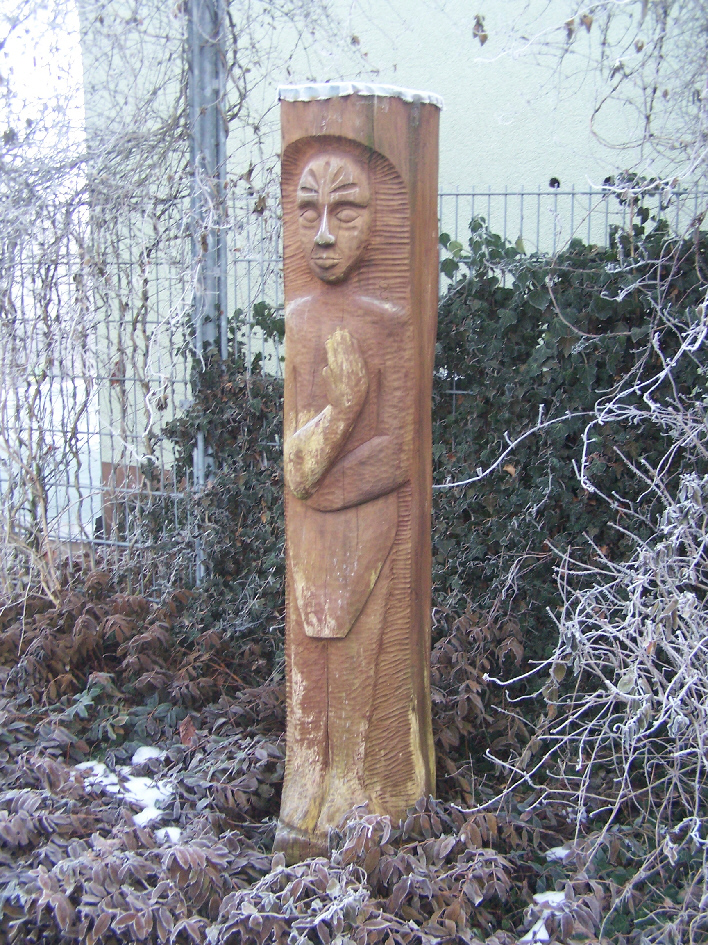
In der Ortslage

### Geografische Lage
Witzelroda befindet sich im Moorgrund, einer natürlichen Senke zwischen dem westlichen Thüringer Wald und dem Werratal bei Bad Salzungen.

### Nachbarorte
Witzelroda grenzt im Südosten an Barchfeld (Gemeinde Barchfeld-Immelborn), im Südwesten an die Stadt Bad Salzungen, es folgen im Westen, Norden und Osten die Bad Salzunger Ortsteile Gräfen-Nitzendorf, Möhra und Gumpelstadt. Im Osten grenzt Witzelroda auch an die Kleinsiedlung Profisch, die dem Bad Liebensteiner Ortsteil Schweina zugehörig ist.

### Berge
Die Landschaft um Witzelroda wird im Nordosten von der Kammlinie des Thüringer Waldes mit dem Rennsteig und dem markanten Windsberg sowie im Süden vom Pleßberg bestimmt.
Als höchster Punkt der Gemeinde gilt der Hohleberg (366,6 m ü. NN). Bemerkenswert sind auch die Berge und Hügel Frankenstein (342,7 m ü. NN), Klosterberg (316,3 m ü. NN), Fischberg (295,4 m ü. NN), Mäuseberg (290,1 m ü. NN) und der Eisberg (289,8 m ü. NN).

### Flüsse
Die Ortsnamen Möhra und Moorgrund wurden einst abgeleitet von einem ausgedehnten Feuchtgebiet, welches sich als Moor nach der letzten Eiszeit herausbildete und welches erst in den 1970er Jahren weitgehend trockengelegt wurde. Der Moorbach ist ein Hauptzufluss der Fischa, welche nach erfolgter Kanalisierung den Namen Fischgraben erhielt und die bei Barchfeld als rechter Zufluss in die Werra mündet. Der etwa 2 ha große Michelsteich befindet sich südöstlich der Ortslage Witzelroda. Er wird als Fischteich genutzt.

## Geschichte
Witzelroda ist sehr eng mit der Geschichte der benachbarten Stadt Bad Salzungen verbunden. Der Ort war ursprünglich im Besitz der Herren von Frankenstein, kam 1330 an die Grafen von Henneberg und von diesen 1353 an das Haus Wettin. Nach dem Dreißigjährigen Krieg kam der Ort mit dem Amt Salzungen im Jahr 1680 an das Herzogtum Sachsen-Meiningen, bei der Verwaltungsreform 1868 entstand der Landkreis Meiningen. Nach der Abdankung von Herzog Bernhard III. am 10. November 1918 wurde das Herzogtum Meiningen zum Freistaat Sachsen-Meiningen, der bis 1920 fortbestand. 1950 wurde der Ort Witzelroda in den neu geschaffenen Kreis Bad Salzungen aufgenommen.

### Ersterwähnung
Nachdem bereits um 1158 in der Ortslage von Witzelroda eine Kapelle vorhanden war (der Anlass zur 850-Jahr-Feier), erfolgte die tatsächlich belegbare urkundliche Ersterwähnung des Ortes in der Schreibweise Wezilnroda am 18. Juli 1259.
In besagter Urkunde wird das benachbarte Kloster Breitungen durch den Burgherren Ludwig von Frankenstein als Besitzer verpflichtet, einen Teil der Erträge aus der Nutzung des Fischa-Baches der Kirche in Wezilnroda zukommen zu lassen. An diese erste Kirche oder Kapelle erinnert im Ort der Straßenname Kapelle.
Der erst 1950 nach Witzelroda eingemeindete westliche Ortsteil Neuendorf wurde im Jahr 1330 mit den Nachbarorten Gräfendorf und Nitzendorf erstmals urkundlich erwähnt.

### Witzelroda im Mittelalter
Diese Orte und auch Witzelroda gehörten im Mittelalter zum Burgbezirk der hochmittelalterlichen Burg Frankenstein – Stammsitz einer Seitenlinie der hennebergischen Grafen. Unterhalb der Burg entstand ab 1272 das in der Region Bad Salzungen reich begüterte Nonnenkloster Allendorf. Die umliegenden Dörfer waren im 14. Jahrhundert nach der gewaltsamen Zerstörung der Burg Frankenstein meist in den Besitz des Klosters übergegangen. Die Flurnamen Frankenstein und Klosterberg erinnern an diese Zeit.
Die Landschaft um Witzelroda wurde noch über Jahrhunderte im Norden und Westen von einem ausgedehnten Moor begrenzt. Der Handelsverkehr wurde deshalb in weitem Bogen um die Orte geleitet. Seit 1506 wurde in Witzelroda die jetzt bestehende Kirche erbaut und erstmals ein Pfarrer erwähnt. Die Salzunger Forste und die Wälder der Nachbarorte mussten bis in das 19. Jahrhundert für den Betrieb der Salzunger Saline Brennholz und später auch Dornbüsche anliefern. Die mehrheitlich als Hauwald genutzten Gehölze bei Neuendorf erhielten davon den bezeichnenden Namen Heckenwald, da die nachwachsenden Bäume meist nicht größer als Hecken heranwuchsen, bevor sie erneut eingeschlagen wurden.

### Neuzeit
Der evangelische Theologe, Philosoph und Philologe Johann Faccius wurde 1698 in Witzelroda geboren.
Der wichtige Anschluss an das Fernstraßennetz erfolgte erstmals 1840 mit dem Bau einer Chaussee von Eisenach über Gumpelstadt und Barchfeld nach Breitungen, Wasungen und Meiningen. Diese Straße wurde zum Vorläufer der heutigen Bundesstraße 19.
Nach 1820 bewirkte der Gumpelstädter Oberförster Trautwein, ein Schüler des Oberforstrats Heinrich Cotta, dass die Bauern der Anrainergemeinden des Moorgrundes durch Melioration und Bodendüngung neue Anbauflächen und Wiesen erhielten. Er ließ ein dichtes Netz von Drainagegräben anlegen, Feldwege ausbauen und förderte die Anlage von Obstplantagen und die Imkerei. Im Jahre 1841 wurde ein Staatsvertrag zwischen den Ländern Sachsen-Weimar-Eisenach, Sachsen-Coburg und Gotha sowie Sachsen-Meiningen zur Errichtung einer Bahnstrecke von Eisenach nach Coburg abgeschlossen und Baupläne für die Trassierung der sogenannten Werrabahn geprüft. Realisiert wurde im Raum Bad Salzungen schließlich die Trassenvariante über Immelborn.
Ab 1875 konnten die Einwohner in Witzelroda ein neu erbautes Schulhaus beziehen, im gleichen Jahr verlor die Gemeinde die Pfarrei, welche nach Gumpelstadt überführt wurde. Durch einen Großbrand am 19. September 1888 wurden neun Gehöfte eingeäschert und 68 Einwohner vorübergehend obdachlos. Auf Betreiben des Meininger Herzogs Georg II. entstand auf dem Gipfel des Frankensteines 1891 die Kunstruine Burg Frankenstein als ein bedeutendes Ausflugsziel mit einem kleinen Aussichtsturm.
1914 erhielten die ersten Häuser in Witzelroda einen Stromanschluss, die erste Wasserrohrleitung wurde im Jahr 1930 verlegt, wodurch die zahlreichen Pumpbrunnen überflüssig wurden. In den 1930er Jahren hatte Witzelroda etwa 400 Einwohner.
Während der letzten Tage des Zweiten Weltkriegs im April 1945 wurde der Ort kampflos übergeben und blieb so ohne größere Schäden. Am 5. Juni 1945 ereignete sich ein tragisches Unglück mit Fundmunition, wobei fünf mit einer Granate spielende Kinder aus dem Dorf getötet wurden.
Der westliche Nachbarort Neuendorf wurde am 1. Juli 1950 eingemeindet, der Landkreis Bad Salzungen wurde gebildet. Im Jahr 1955 lebten im Ort 582 Einwohner. 1979 und 1985 wurden zwei Bauernhäuser aus Witzelroda als Beispiele für das Hennebergische Fachwerk in das heutige Henneberger Freilichtmuseum Kloster Veßra umgesetzt.
Am 25. März 1994 wurden die Gemeinden Gumpelstadt, Waldfisch und Witzelroda aufgelöst und zur neuen Gemeinde Moorgrund zusammengefasst.
Am 1. Dezember 2020 wurde die Gemeinde Moorgrund nach Bad Salzungen eingemeindet.

## Kultur und Sehenswürdigkeiten
Im Jahr 2008 beging Witzelroda ihre 850-Jahr-Feier mit einem großen Festumzug. Zu den Sehenswürdigkeiten des Ortes gehören die Kunstruine Burg Frankenstein und die St. Andreaskirche.

## Verkehr

### Straßenverkehr
Durch den Ort verläuft die B 19 im Abschnitt Eisenach–Breitungen/Werra–Meiningen. Durch den Ort führt auch die L 1121 Bad Salzungen – Neuendorf – Witzelroda.

### Schienenverkehr
Die nächstgelegenen Bahnhöfe befinden sich an der Werrabahn in der Kreisstadt Bad Salzungen und im sieben Kilometer entfernten Ort Oberrohn. Der Personenverkehr wird von der Süd-Thüringen-Bahn durchgeführt.

### Busverkehr
Nach Witzelroda verkehren folgende Buslinien der Verkehrsgesellschaft Wartburgkreis mbH
| Linie | Fahrstrecke                                                                               |
| ----- | ----------------------------------------------------------------------------------------- |
| L-104 | Bad Salzungen – Immelborn – Barchfeld – Witzelroda – Gumpelstadt – Möhra                  |
| L-105 | Bad Liebenstein – Schweina – Barchfeld – Witzelroda – Gumpelstadt – Möhra                 |
| L-135 | Bad Salzungen – Immelborn – Barchfeld – Witzelroda – Gumpelstadt – Etterwinden – Eisenach |

## Wirtschaft
Die Einwohner von Witzelroda arbeiten überwiegend in den Betrieben der benachbarten Kreisstadt Bad Salzungen und in den Umlandgemeinden. Im Ort befindet sich ein Standort der Agrargenossenschaft Moorgrund, welche die Landwirtschaft und Viehzucht nach ökologischen Gesichtspunkten betreibt.